# Warhammer, le jeu de rôle fantastique
Warhammer, le jeu de rôle fantastique est un jeu de rôle médiéval-fantastique, qui se déroule dans l'univers de Warhammer.
Il est dérivé du jeu de figurines Warhammer le jeu des batailles fantastiques.

## Historique
La première édition date de 1986 et a été traduite en français par les Éditions Descartes. (En 1985, le système de jeu GWS, dans une version moins aboutie, avait été utilisé pour le jeu de rôles Judge Dredd.) Elle se distingue du genre représenté par Donjons et Dragons en mettant en scène une société sombre, gothique, désespérée, et historiquement proche de la fin du Moyen Âge et du début de la Renaissance. La campagne de L'Ennemi Intérieur, qui se déroule en l'an 2512 du Calendrier Impérial (CI), contribue grandement à la renommée et au succès de cette première édition.
À la fin des années 1980, Games Workshop abandonne le jeu de rôle pour se consacrer aux wargames et aux jeux de plateaux, plus rémunérateurs, et la licence passe de mains en mains sans qu'aucun éditeur n'arrive réellement à relancer la gamme. En 1989, Flame Publications, une division de Games Workshop spécialisée dans le jeu de rôle, reprend la gamme et publie une deuxième campagne, Les Pierres du Destin, adaptée de scénarios de Donjons et Dragons.
En 1995, Hogshead Publications reprend les droits et lance une nouvelle série de suppléments, dont Les Royaumes de la Sorcellerie, qui actualisent le système de magie.
Une troisième campagne, inachevée, de création française, L'Architecte des Destinées est éditée par les Éditions Descartes ; elle permettait de jouer en l'an 2515 du Calendrier impérial (CI), s'inscrivant chronologiquement dans la suite de L'Empire en Flamme, dernier chapitre de L'Ennemi Intérieur.
En 2002, Games Workshop reprend les droits et prépare la deuxième édition, qui est publiée en 2005.
En 2008, le jeu de rôle Warhammer 40,000 Roleplay reprend le même système de jeu.
En 2009, la troisième édition est publiée par Fantasy Flight Games. Elle est traduite et publiée en français par Edge Entertainment en 2011.
En 2018, une quatrième édition est publiée par Cubicle 7.Traduit en français par Khaos Project en 2019.
En 2020, devrait paraître Soulbound, basé sur l'univers du jeu de figurine Warhammer Age of Sigmar.

## Univers
Warhammer se différencie de Donjons et Dragons par une société plus proche historiquement de la fin du Moyen Âge et du début de la Renaissance, mais aussi par son ambiance plus sombre et désespérée. L'histoire de ce monde a été marquée par l'ascension puis la chute de nombreuses races ; la situation actuelle est présentée comme extrêmement dure : les zones civilisées sont entourées de zones hostiles où règnent des créatures maléfiques ; et même au cœur des espaces sous contrôle, des comploteurs tentent de renverser l'ordre établi.
La géographie générale du monde de Warhammer ressemble à une géographie déformée de la Terre : de façon très approximative, le Vieux Monde correspond à l'Europe, l'Arabie et les Terres du Sud à l'Afrique, les Steppes et les Sombres Terres et Cathay à l'Asie, la Lustrie à l'Amérique du Sud, et Naggaroth à l'Amérique du Nord ; les pôles sont présentés comme des territoires où le chaos règne sans partage. Les règles de base situent l'essentiel de l'action dans le Vieux Monde.
Le Vieux Monde est principalement peuplé d'humains, divisés en plusieurs nations qui peuvent évoquer, elles aussi, les puissances européennes du Moyen Âge tardif dont on aurait exagéré certains traits : Kislev (évoque la Russie impériale), L'Empire (évoque le Saint Empire Germanique), la Bretonnie (évoque la France féodale), le Royaume Estalien (évoque le Portugal ou l'Espagne), les cités souveraines de Tilée (calquées sur les cités qui se sont partagé l'Italie avant son unification) ; au sud-est, de petites principautés frontalières servent d'états tampons contre les invasions gobelines. Les elfes se concentrent dans une grande forêt appelée la Forêt de Loren (cas des elfes sylvains), mais tiennent aussi des comptoirs dans les grands ports humains (cas des hauts elfes). Les nains habitent soit dans les villes humaines d'assez grande taille, soit dans leurs ancestrales demeures souterraines, notamment dans la grande chaîne des Montagnes du Bord du Monde, qui sert de frontière naturelle au Vieux Monde ; ces nains là mènent une lutte constante, et souvent sans espoir, contre les gobelins, les orques, et toutes les autres créatures maléfiques qui se pressent aux frontières. Enfin, les halfelings résident là où résident les hommes ; l'Empire leur a octroyé un territoire qu'ils administrent directement et où on les trouve en grand nombre : Le Moot.
Les habitants de l'Empire croient en un panthéon de dix dieux :
- Sigmar, dieu de l'Empire et premier empereur
- Manaan, dieu de la mer
- Morr, dieu de la mort
- Myrmidia, déesse de la stratégie
- Ranald, dieu de la ruse
- Rhya, déesse de la fertilité
- Shallya, déesse de la miséricorde
- Taal, dieu de la nature
- Ulric, dieu de la guerre
- Verena, déesse de la sagesse

## Première édition

### Règles
La première édition ressemble au jeu de figurines et les personnages y sont définis selon le même système, sauf pour certaines caractéristiques qui varient de 1 à 100 pour le jeu de rôle alors qu'elles variaient entre 1 et 10 pour le jeu de figurine. Chaque créature possède donc des caractéristiques physiques (capacité de combat, capacité de tir, dextérité, endurance, force, initiative, mouvement, nombre d'attaques, points de blessures) et mentales (calme — ou sang-froid —, commandement, force mentale — ou volonté —, intelligence, sociabilité), souvent mises à l'épreuve lorsque cette créature essaye d'accomplir une action (ex. : il faut réussir un test de volonté pour résister à un sort d'immobilisation).
Lors de la création du personnage, le joueur choisit la race qu'il désire incarner (humain, elfe, nain, halfeling), puis détermine les caractéristiques de ce personnage. Il commence ensuite l'une des multiples carrières proposées dans les règles, et obtient des compétences qui illustrent son savoir-faire. La carrière a une influence capitale sur la progression du personnage, car les points d'expérience gagnés après chaque aventure ne peuvent être dépensés que conformément à la carrière choisie.
Dès qu'un personnage pense avoir épuisé les possibilités qu'offre sa carrière, il peut changer de métier : soit il choisit une autre carrière de base, soit il se spécialise en choisissant une carrière avancée. Par exemple, un personnage qui a terminé son apprentissage d'écuyer peut choisir de se spécialiser en chevalier errant ou en capitaine mercenaire, ou peut apprendre une nouvelle carrière de base.
Les enchanteurs se divisent en deux catégories : ceux qui pratiquent la magie profane (alchimistes, démonistes, élémentalistes, illusionnistes, nécromants, sorciers) et ceux qui pratiquent la magie permise par leur dieu (clercs, druides). Les sorts sont répartis en 4 niveaux de puissance ; lancer un sort oblige l'enchanteur à dépenser des points de magie et à détruire un ingrédient spécifique.
Enfin, le joueur dispose de quelques points de destin, qui lui permettent de revenir sur une action, notamment quand celle-ci est susceptible de provoquer un désastre (ex. : coup mortel subi au combat). Durant une partie, cela est souvent présenté comme un coup de chance, voire un miracle.

### Publications

#### Éditions Descartes
- Warhammer, le jeu de rôle fantastique (livre de base, 1988)
- Écran (écran, 1989)
- P.E.R.S.O.N.N.A.G.E. (accessoire, 1989)
- L'Ennemi Intérieur (campagne, An 2512 (CI)) :
  - La Campagne Impériale (1989)
  - Mort sur le Reik (1989)
  - Le Pouvoir Derrière le Trône (1990)
  - Il y a Quelque Chose de Pourri à Kislev (1991)
  - L'Empire en Flammes (1991)
- Middenheim la Cité du Loup Blanc (supplément de contexte, 1990)
- Repose sans Paix (recueil de scénarios, 1991)
- Le Seigneur des Liches (scénario, 1991)
- Le Premier Compagnon (supplément de règles et de contexte, 1992)
- Les Pierres du Destin (campagne) :
  - Le Feu dans la Montagne (1992)
  - Le Sang dans les Ténèbres (1992)
  - La Mort sur son Rocher (1992)
  - La Guerre au Royaume des Nains (1992)
  - Cœur du Chaos (2002)
- Sombre est l'Aile de la Mort (supplément de contexte, 1993)
- Château Drachenfels (scénario, 1993)
- L'Architecte des Destinées (campagne, An 2515 (CI)) :
  - Pour la Gloire d'Ulric (1995)
- Le Nouvel Apocryphe (supplément de règles et de contexte, 1996)
- L'Agonie du Jour (scénario, 1997)
- Marienburg à vau-l'eau (supplément de contexte, 2000)
- Les Royaumes de la Sorcellerie (supplément de règles et de contexte, 2002)
- Nains : Pierre et Acier (supplément de règles et de contexte, 2003)

#### Le Grimoire
Le Grimoire est une maison d'édition associative qui, durant les années 1990, a assuré un suivi officieux du jeu Warhammer.
- Arcanes Magiques (supplément de règles et de contexte, 1995)
- Manuel du Joueur (supplément de règles et de contexte, 1996)
- Sartosa la Cité des Pirates (supplément de règles et de contexte, 1998)
- Warpstone (supplément de règles et de contexte, 2000)
- Le Mootland (supplément de règles et de contexte, 2003)
- Le Grimoire du Chaos - Les Terres du Nord (supplément de règles et de contexte, 2004)

### CampagneL'Ennemi intérieur
L'Ennemi intérieur est le nom de la plus célèbre des campagnes du jeu de rôle Warhammer. Jusqu'à la sortie de la seconde édition du jeu de rôle Warhammer, cette campagne est restée comme le background officiel du jeu. Les suppléments de la première édition tels que la campagne de L'Architecte des destinées prennent en compte les changements de background apportés par l'Ennemi intérieur.
Mais avec la nouvelle édition du jeu, les changements apportés par cette campagne ne sont pas pris en compte. En effet, les concepteurs avaient voulu s'écarter du contexte du jeu Warhammer Fantasy Battle. Ainsi de nombreux changements notamment politiques furent introduits dans l'Empire. 
Or, avec la nouvelle édition, Games Workshop a voulu unifier les deux jeux afin que les joueurs ne soient pas déroutés. Le produit phare étant Warhammer Fantasy Battle, le contexte du jeu de rôle fut donc modifié afin qu'il coïncide avec le jeu de figurines.
Ainsi cette campagne est difficile à faire jouer aujourd'hui avec la seconde édition du jeu. Elle est donc réservée aux joueurs de la première édition. L'aventure se déroule en l'an 2512 du Calendrier Impérial (CI), les joueurs devront sauver l'Empire, menacé de l'intérieur par les forces du Chaos. La campagne est composée de cinq volumes.
En 1997, le magazine de jeux de rôle Casus Belli a nommé la campagne de l'Ennemi intérieur meilleur supplément de jeu de rôle de tous les temps ex-æquo avec Les Masques de Nyarlathotep, une campagne de L'Appel de Cthulhu. Les votants étaient dix-huit personnalités du jeu de rôle français.

## Seconde édition
Par l'intermédiaire de sa filiale Black Industries, Games Workshop a édité une seconde version de Warhammer FRP, avec l'aide de Green Ronin jouant le rôle de studio créatif. Vingt ans après la première édition, le 29 mars 2005, la nouvelle version fait son apparition en version originale et en français. Fin juillet 2005, l'éditeur français Darwin Project étant en liquidation judiciaire, la licence a été reprise avec succès par la Bibliothèque Interdite qui s'occupait déjà des romans de la gamme Warhammer.
Les changements apportés par la campagne de L'Ennemi Intérieur sont annulés par cette nouvelle édition. Par rapport à la première édition, l'action se déroule en l'an 2522 du Calendrier Impérial (CI), juste après la tempête du chaos, et non plus en l'an 2512 (CI) (campagne de L'Ennemi Intérieur), afin de se rapprocher du contexte du jeu de figurines. La seconde édition commence donc juste après la fin du siège de Middenheim par les hordes du chaos, ce qui est retranscrit dans la nouvelle campagne Les Voies de la Damnation.

### Règles
La seconde édition du jeu se veut plus abordable pour le joueur débutant avec une simplification des règles (ex. : utilisation de d10 uniquement) et une plus grande clarté du jeu.
Le changement le plus notable concerne le système de magie, qui devient plus simple et plus jouable : les points de magie disparaissent et un sorcier peut lancer à volonté les sorts qu'il connait après avoir obtenu des listes de sorts (il est aussi possible d'obtenir des sorts un par un). Chaque sortilège a une probabilité d'échouer, avec une possibilité d'échec critique (c.-à-d. de désastre).

### Publications
Cette nouvelle édition apporte un rythme plus soutenu des parutions avec un contenu toujours en accord avec sa déclinaison du jeu de figurines.
- Warhammer (livre de règles, 2005)  (ISBN 9782915989083)
- Kit du Meneur de Jeu (écran, 2005)  (ISBN 9782952172844)
- Kit de l'Aventurier (scénario d'introduction et fiches de personnages, 2005)   (ISBN 9782952172820)
- La Crypte des Secrets (recueil de scénarios, 2005)  (ISBN 9782952172837)
- Bestiaire du Vieux Monde (supplément de règles et de contexte, 2005)  (ISBN 9782952172851)
- Arsenal du Vieux Monde (catalogue, 2005)  (ISBN 9782915989137)
- Les Héritiers de Sigmar (supplément de règles et de contexte, 2006)  (ISBN 9782915989144)
- Karak Azgal (supplément de règles et de contexte, 2006)  (ISBN 9782915989212)
- Les Royaumes de Sorcellerie (supplément de règles et de contexte, 2006)  (ISBN 9782915989229)
- Les Chevaliers du Graal (supplément de règles et de contexte, 2006)  (ISBN 9782915989335)
- Le Duché des Damnés (scénario, 2006)  (ISBN 9782915989342)
- Les Fils du Rat Cornu (supplément de règles et de contexte, 2007)  (ISBN 9782915989397)
- Terreur à Talabheim (scénario, 2007)  (ISBN 9782915989434)
- Le Tome de la Corruption (supplément de règles et de contexte, 666 premiers exemplaires limités[6], 2007)  (ISBN 9782915989458)
- Les Royaumes Renégats (supplément de règles et de contexte, 2007)  (ISBN 9782915989519)
- Le Seigneur Liche (scénario, 2007)  (ISBN 9782915989533)
- Les Maîtres de la Nuit (supplément de règles et de contexte, 2007)  (ISBN 9782915989571)
- Le Tome de la Rédemption (supplément de règles et de contexte, 500 premiers exemplaires limités[7], 2008)  (ISBN 9782915989601)
- Les Voies de la Damnation (campagne, An 2522 (CI)) :
  - Les Cendres de Middenheim (2005)  (ISBN 9782915989090)
  - Les Tours d'Altdorf (2006)  (ISBN 9782915989175)
  - Les Forges de Nuln (2006)  (ISBN 9782915989328)
- Le Compagnon (supplément de règles et de contexte, 2008)  (ISBN 9782915989526)
- La Reine des Glaces (supplément de règles et de contexte, avril 2008)  (ISBN 9782915989878)
- Les Mille Trônes : Tome I (campagne, septembre 2009)  (ISBN 9782915989885)
- Les Mille Trônes : Tome II (campagne, recueil de scénarios, novembre 2009)  (ISBN 9782359610260)

## Troisième édition
La troisième édition date de 2009. Elle est éditée chez Fantasy Flight Games (FFG). La version française des règles de base est parue en décembre 2011 chez Edge Entertainment.
La licence de FFG/Edge s'est terminée en septembre 2016. La licence a été transmise à l'éditeur Cubicle 7 en janvier 2017.
La troisième édition se caractérise par un matériel de jeu important : jetons (de piste, de fatigue, de stress, ...), cartes (action, blessure, état, folie, lieu, ...) et dés spéciaux. A ce titre, elle est parfois considérée comme un hybride entre jeu de rôle et jeu de plateau. L'apparition de ce nouveau matériel rend cette version moins accessible financièrement que la précédente, dans laquelle seul le livre de base et quelques dés standards à 10 faces étaient indispensables pour jouer.

### Publications
- Le Guide du Maître de Jeu
- Le Compagnon du Maitre de Jeu
- Le Kit du Maître de Jeu
- Le Guide du Joueur
- Le Compagnon du Joueur
- Le Kit des Aventuriers
- Le Bestiaire
- Le Compagnon du Bestiaire
- La Tempête Approche (campagne)
- Les Vents de Magie (supplément)

## Quatrième édition

### La gamme
La quatrième édition a été publiée en septembre 2019 par l'éditeur Khaos Project.

#### Le livre de base
La version de sortie était émaillée de fautes de traduction et de français. Une version révisée est sortie depuis pour corriger le tir.
L'univers décrit dans le livre de base est celui de l'an 2510 et se concentre sur l'unique Principauté du Reikland, région la plus riche de l'Empire.

### Particularité de la v4
Warhammer v4 reste fidèle au système de carrières de la v1/v2, mais le modernise. Celles-ci sont composées de 4 niveaux qui agrègent 4 métiers. Il n'est plus nécessaire de changer de carrière une fois complété un schéma. En effet, l'expérience peut être dépensée dans des augmentations à l'infini, néanmoins le coût est exponentiel. Un souci d'équilibrage a guidé la conception dans l'assignation des compétences aux carrières.
Le système d'opposition c'est-à-dire comparaison d'un degré de réussite (ou d'échec) cherche à fluidifier les affrontements. Ajouté au système d'avantages, cela accélère la dynamique des combats.

### Le système de jeu
La création des personnages suit un processus aléatoire à moins que le joueur décide de sacrifier l'expérience de départ pour affiner ou pour imposer ses choix.
Six races sont jouables :
- humain,
- nain,
- halfling,
- elfe sylvain,
- haut-elfe,
- et gnome.

Les personnages sont définis par 10 caractéristiques chiffrées en pourcentage :
| Capacité de Combat | Capacité de Tir | Force | Endurance | Initiative | Agilité | Dextérité | Intelligence | Force Mentale | Sociabilité |
| ------------------ | --------------- | ----- | --------- | ---------- | ------- | --------- | ------------ | ------------- | ----------- |

Auxquelles s'ajoutent des compétences. 26, dites de Base (athlétisme, calme, discrétion, résistance, marchandage, etc.), sont utilisables par tous les personnages sur la base des caractéristiques précédentes.  Ils existent aussi des compétences avancées uniquement utilisables par ceux qui ont des notions. Les carrières débloquent également des Talents qui donnent des capacités particulières aux personnages.
Le livre de base propose 64 carrières parmi lesquelles Ratier, Tueur nain, Prêtre, Pilleur de tombes, Sorcier de village, etc. Chaque carrière se décline en quatre niveaux pour un total de 256 métiers différents. Par exemple, un personnage suivant la carrière Villageois débute en tant que Paysan, puis Villageois, Échevin et enfin Doyen du Village. Chaque niveau de carrière offre de nouvelles caractéristiques, compétences et talents améliorables avec des Points d'Expérience.
Les combats reposent sur un système d'opposition, l'attaquant essayant de faire un jet avec une meilleure réussite que le défenseur. Si le défenseur remporte l'opposition il évite l'attaque, sinon il subit les dégâts. Cette édition introduit également les Avantages. Les Avantages sont des jetons accordant au personnage un bonus de +10 à ses tests, gagnés à chaque action de combat réussie. Ils permettent donc de faire peu à peu "pencher la balance" en faveur du camp dominant. Mais il suffit de subir une blessure pour que tous ses Avantages disparaissent.
Les Coups Critiques ont lieu sur les doubles et infligent en combat de graves pénalités allant de l'hémorragie mineure à l'amputation d'un membre (menant à un handicap sévère, voire la mort d'un personnage). La mort survient à travers le cumul des Coups Critiques et de l'inconscience ; même si les personnages des joueurs sortent victorieux d'un combat, ils risquent fort de traîner des séquelles pendant des semaines.

## Récompenses
La seconde édition de Warhammer a reçu le Grog d'or 2007, décerné par le Guide du Rôliste Galactique.